# Álmos de Hungría
Álmos, príncipe de Hungría (c. 819-895), padre del gran príncipe Árpád, quien llevó a los húngaros a Europa desde Asia a finales del siglo IX.

## Biografía
Según las crónicas húngaras, Álmos fue hijo del príncipe Ügyek y de su esposa Emese. La tradición húngara establece que Álmos fue elegido líder supremo de los húngaros luego de un juramento llevado a cabo bajo lo que se conoce como el Pacto de Sangre. Álmos gobernó a los magiares entre 858 y 895, y los condujo —conquista húngara de la cuenca de los Cárpatos— a través de Eurasia hasta los montes Cárpatos, donde en la región de Transilvania se habría celebrado su sacrificio en una ceremonia religiosa pagana. Según la tradición húngara, se habría ofrecido voluntariamente y le habría delegado el mando a su hijo Árpad, quien guiaría a los húngaros a los territorios de la Cuenca panónica en el 896.
Según la leyenda, Álmos habría nacido luego de que el Turul, el ave mítica de los húngaros precristianos (identificado con un gerifalte o un halcón, se le hubiera aparecido a Emese, madre del Príncipe y augurado grandes éxitos futuros a él y a sus descendientes.

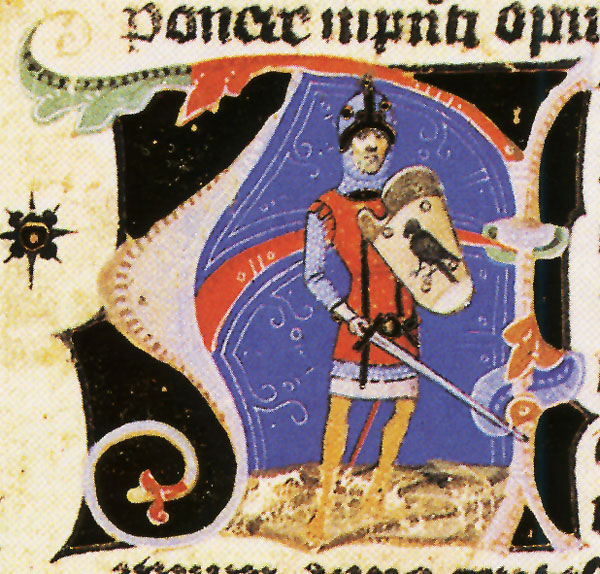
Príncipe Álmos. Imagen de la Crónica Ilustrada húngara,.